# Etiopiska kyrkor
Etiopiska kyrkor är självständiga afrikanska kyrkor som har drivits av en önskan att göra kristendomen relevant utifrån afrikanska förhållanden, ofta i protest mot vad man uppfattat som kulturimperialism från de etablerade västerländska kyrkornas sida.
1892 lämnade pastor Mangena Maake Mokone Wesleyan Methodist Church, på grund av missnöje med segregeringen inom detta trossamfund och bristen på gemenskap mellan svarta och vita pastorer.
Tillsammans med Kanyane Napo, Samuel James Brander, James Mata Dwane bildade han Ethiopian Church. Denna kyrka beslutade fyra år senare att gå upp i African Methodist Episcopal Church. Men snart växte missnöje fram med den amerikanska toppstyrningen inom denna kyrka och 1904
bildade Samuel James Brander, Kanyane Napo och Daniel William Alexander the Ethiopian Catholic Church in Zion.
Under perioden fram till 1920 bildades en rad olika etiopiska kyrkor, med följande kännetecken:
1. bruket av namnen Ethiopia, Ethiopian, Cush eller Cushite som namn på respektive kyrka
2. målsättningen om en enad afrikansk kristenhet, byggd på bibelorden i Psaltaren 68:32: Etiopien skall skynda hit till Gud, med gåvor i händerna. [1]
3. anglikansk och metodistisk liturgi och teologi
4. ett nätverk inom vilket de olika etiopiska kyrkoledarna samarbetade med varandra

Forskare som William David Spencer 

hävdar att de etiopiska kyrkorna lett till framväxten av rastafari-rörelsen.

### Fotnoter
1. ↑  1917 års bibelöversättning
2. ↑  Spencer, William (29 oktober 1999). Dread Jesus. Society for Promoting Christian Knowledge. sid. 11. ISBN 0-281-05101-1